# 進入・着陸試験

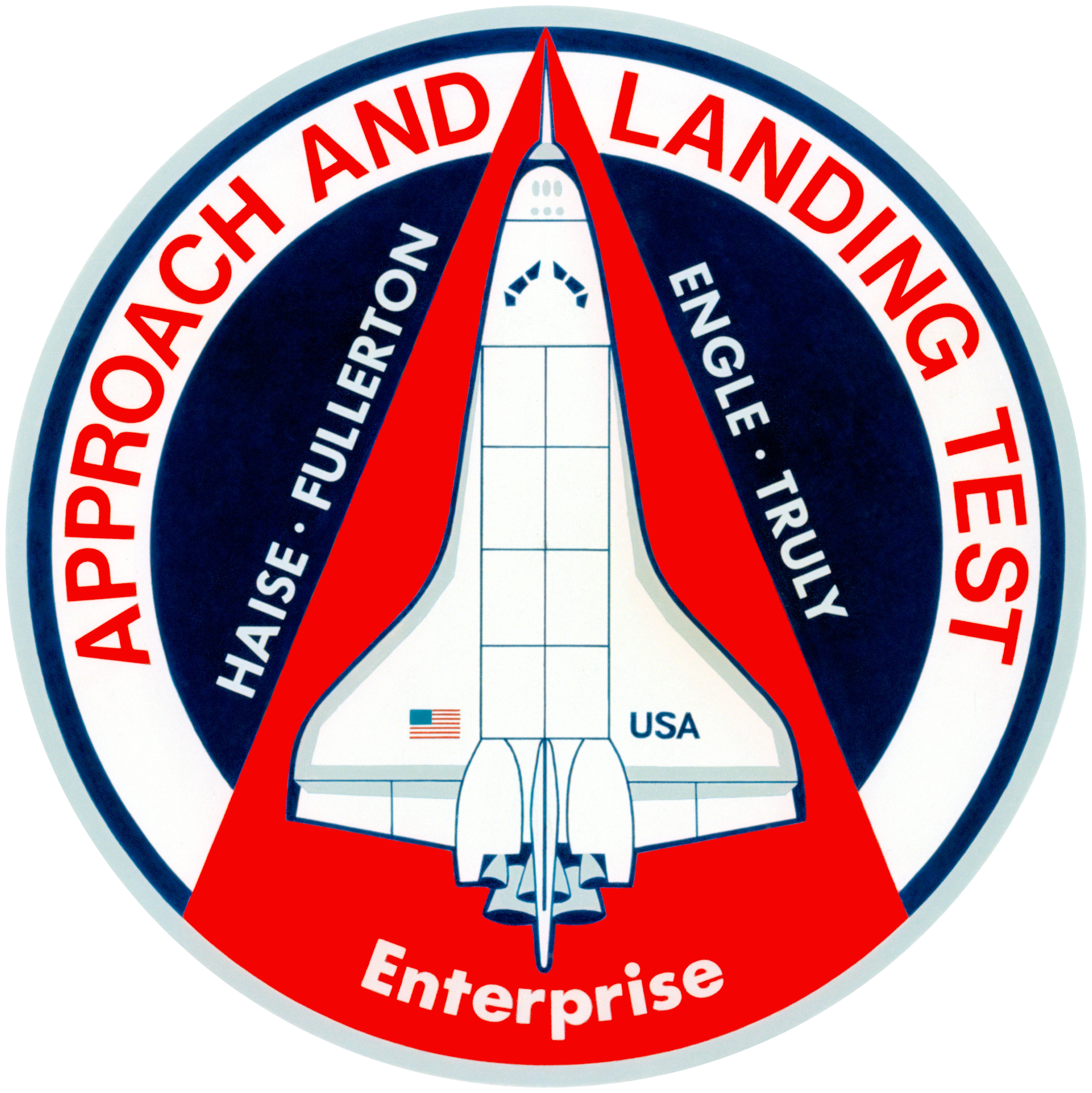
「進入・着陸試験」の記章

進入・着陸試験（しんにゅう・ちゃくりくしけん、英: Approach and Landing Tests、略称: ALT）は、スペースシャトル試験機・エンタープライズを利用して1977年に行われたスペースシャトルの大気圏内での飛行特性の試験である。この試験は全部で16回行われ、シャトル輸送機 (SCA) にシャトルを搭載した状態での滑走路のタキシング、シャトルを搭載した状態でのSCAの飛行試験、シャトルを空中で切り離して滑空させる試験などが行われた。
スペースシャトル計画での宇宙飛行は、エンタープライズでの試験から3年半後の1981年4月に初飛行となった。

## 背景

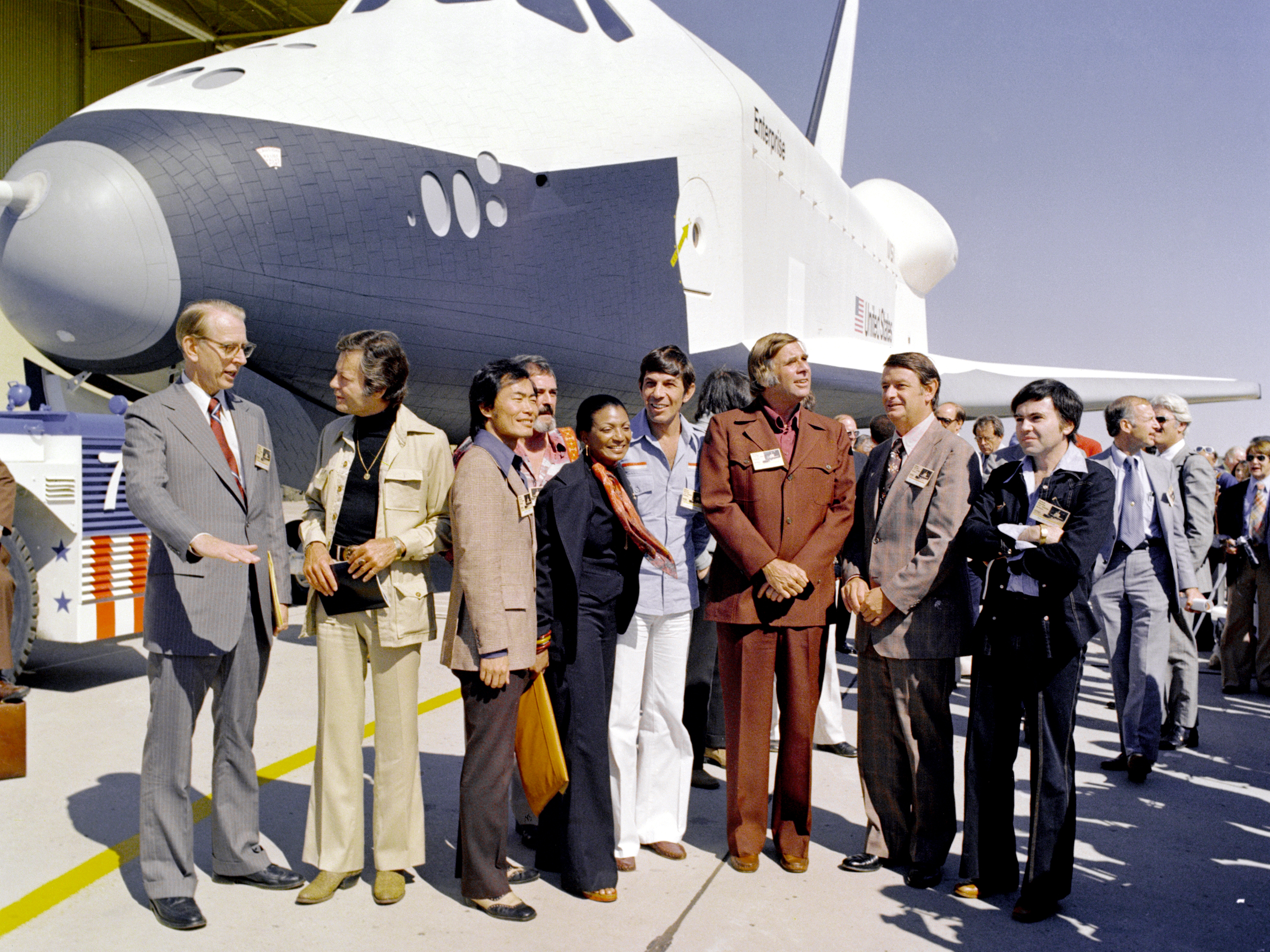
エンタープライズのロールアウト式典に招待されたロッデンベリーとキャスト。左端はNASA長官のジェームズ・フレッチャー、右から2人目はフロリダ州下院議員のドン・フュークア。

スペースシャトル計画は、再使用型宇宙往還機を使用することで宇宙飛行のコストを削減するために1960年代後半から検討が始まった。最終的に合意された設計は再使用可能なスペースプレーンを機体とし、使い捨て型の外部燃料タンクと再使用可能な固体燃料補助ロケットを特徴としている。スペースシャトルの機体 (オービター) を建造する契約はノースアメリカン・ロックウェル (後のロックウェル・インターナショナル) と締結され、1機目の機体である「エンタープライズ」が完成したのは1976年のことであった。元々「エンタープライズ」は1976年がアメリカ合衆国建国200周年に当たることから「コンスティテューション」 (Constitution) と命名される予定であったが、テレビドラマ『スタートレック』のファンらによる大量の嘆願の投書により当時のジェラルド・R・フォード大統領が機体名を「エンタープライズ」に変更したとされている。1976年9月17日に行われたロールアウトの式典で「エンタープライズ」が公開された際には『スタートレック』の監督でもあるジーン・ロッデンベリーやキャストも出席した。

## テストプログラム
NASAはスペースシャトル計画を推進するにあたり、オービターで使用するために導入したすべてのシステムが設計した通りに機能することを確認する広範囲にわたる試験を「エンタープライズ」にて行った。これらの試験には、オービターの飛行特性を試験するために計画された飛行試験だけでなく、シャトル発射時の発射台のシステムと手順の地上試験も含まれる。1977年1月、「エンタープライズ」はカリフォルニア州パームデールに所在するロックウェル社の工場からエドワーズ空軍基地のドライデン飛行研究センターまで陸路で運ばれ、飛行試験が開始された。

## 乗組員
試験は1977年の2月から10月まで続き、二人組の乗組員が2チーム組まれた。

### クルー1
| 地位   | 乗組員               | 乗組員               |
| ------ | -------------------- | -------------------- |
| 船長   | フレッド・ヘイズ     | フレッド・ヘイズ     |
| 操縦手 | ゴードン・フラートン | ゴードン・フラートン |

- ヘイズはアポロ13号でアポロ月着陸船のパイロットを務めた。スペースシャトル計画においては、大気圏へ再突入するスカイラブの軌道を変更するのが目的であった1979年7月打ち上げ予定の当初のSTS-2の船長に指名されていたが、スカイラブの再突入がシャトル完成より早かったため当初のSTS-2は中止され、ヘイズは1979年6月にNASAを去った[4]。
- フラートンはSTS-3の操縦手として飛行し、STS-51-Fでは船長を務めた。

### クルー2
| 地位   | 乗組員                   | 乗組員                   |
| ------ | ------------------------ | ------------------------ |
| 船長   | ジョー・エングル         | ジョー・エングル         |
| 操縦手 | リチャード・トゥルーリー | リチャード・トゥルーリー |

- この二人はSTS-2の乗組員として飛行している。エングルはSTS-51-Iでシャトル2回目の飛行をし、2回とも船長を務めた。トゥルーリーはSTS-8でシャトル2回目の飛行をし、船長を務めた。
- エングルはアメリカ空軍において極超音速実験機X-15のパイロットであり、NASAに入社するまえにアメリカ合衆国宇宙飛行士記章（英語版）を授与されている。アポロ17号に乗り組む予定であったが、アポロ計画の縮小に伴いハリソン・シュミットと交代した。

### シャトル輸送機乗組員

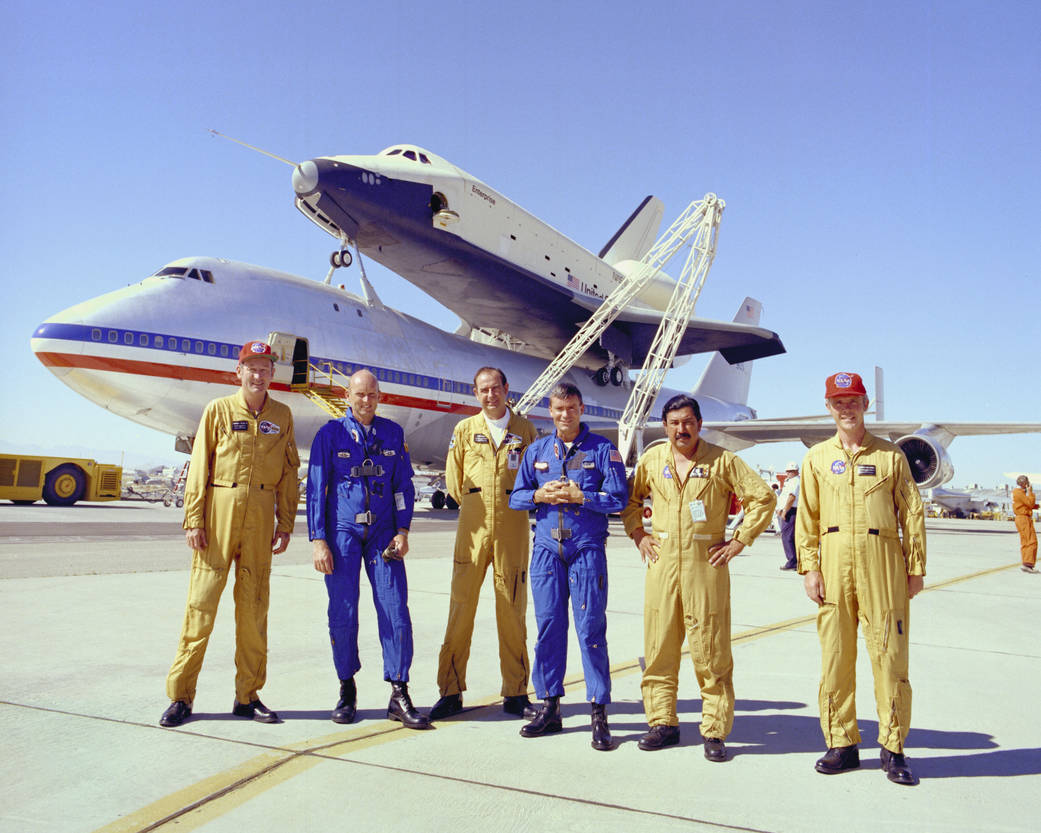
車輪を降ろしたエンタープライズを搭載したSCAを背景にシャトルクルー、SCAクルーの集合写真。左からフルトン、フラートン、ホートン、ヘイズ、アルバレス、マクマートリー

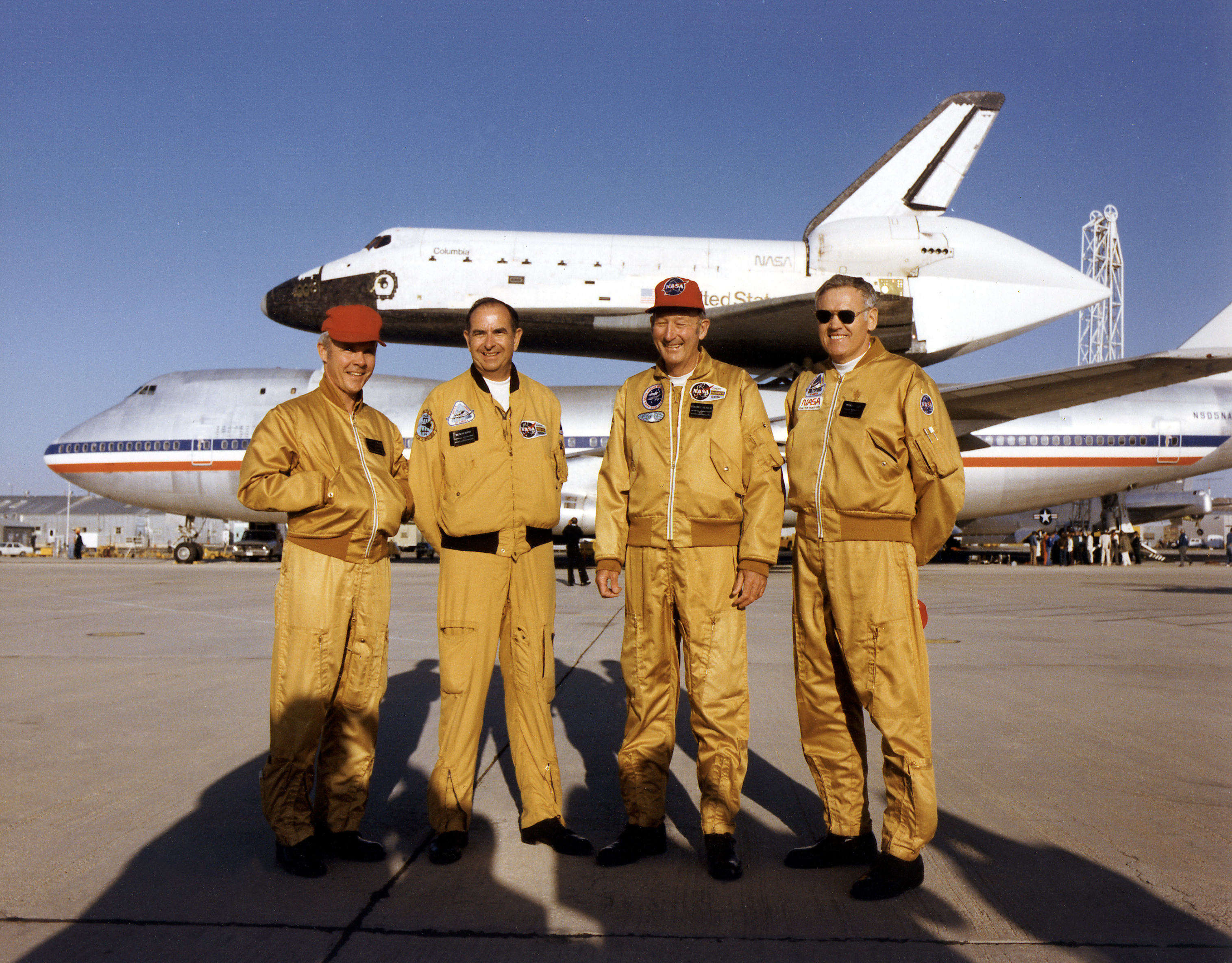
コロンビアを搭載したSCAを背景に左からマクマートリー、ホートン、フルトン、ヤング

| 乗組員                       | 名前                                                 |
| ---------------------------- | ---------------------------------------------------- |
| 機長                         | フィッツヒュー・フルトン (Fitzhugh L. Fulton, Jr.)   |
| 副操縦士                     | トーマス・マクマートリー (Thomas McMurtry)           |
| 副操縦士 (ALT-8 のみ参加)    | アルダ・J・ロイ (Arda Joseph Roy Jr)                 |
| 航空機関士                   | ルイス・E・ギドリー・ジュニア (Louis E. Guidry, Jr.) |
| 航空機関士                   | ビクター・W・ホートン (Victor W. Horton)             |
| 航空機関士 (ALT-10 のみ参加) | ウィリアム・レイ・ヤング (William R. Young)          |
| 航空機関士 (ALT-11 のみ参加) | ビンセント・アルバレス (Vincent Alvarez)             |

## 試験
進入・着陸試験 (ALT) は、主に3つの段階に分類される。

### タキシングテスト (Taxi test)
第一段階として「タキシングテスト」が行われた。シャトル輸送機 (SCA) とオービターが結合された状態でエドワーズ空軍基地にてタキシングを行い、オービターを搭載した状態のSCAのタキシング特性を検証した。タキシングテストにおいては、「エンタープライズ」はSCAに搭載されていること以外は何も関与しなかったため、電源は切られ、無人のままだった。合計3回のタキシングテストが1977年2月15日に行われ、試験は次の段階へと進んだ。

### 係留飛行 (Captive flights)

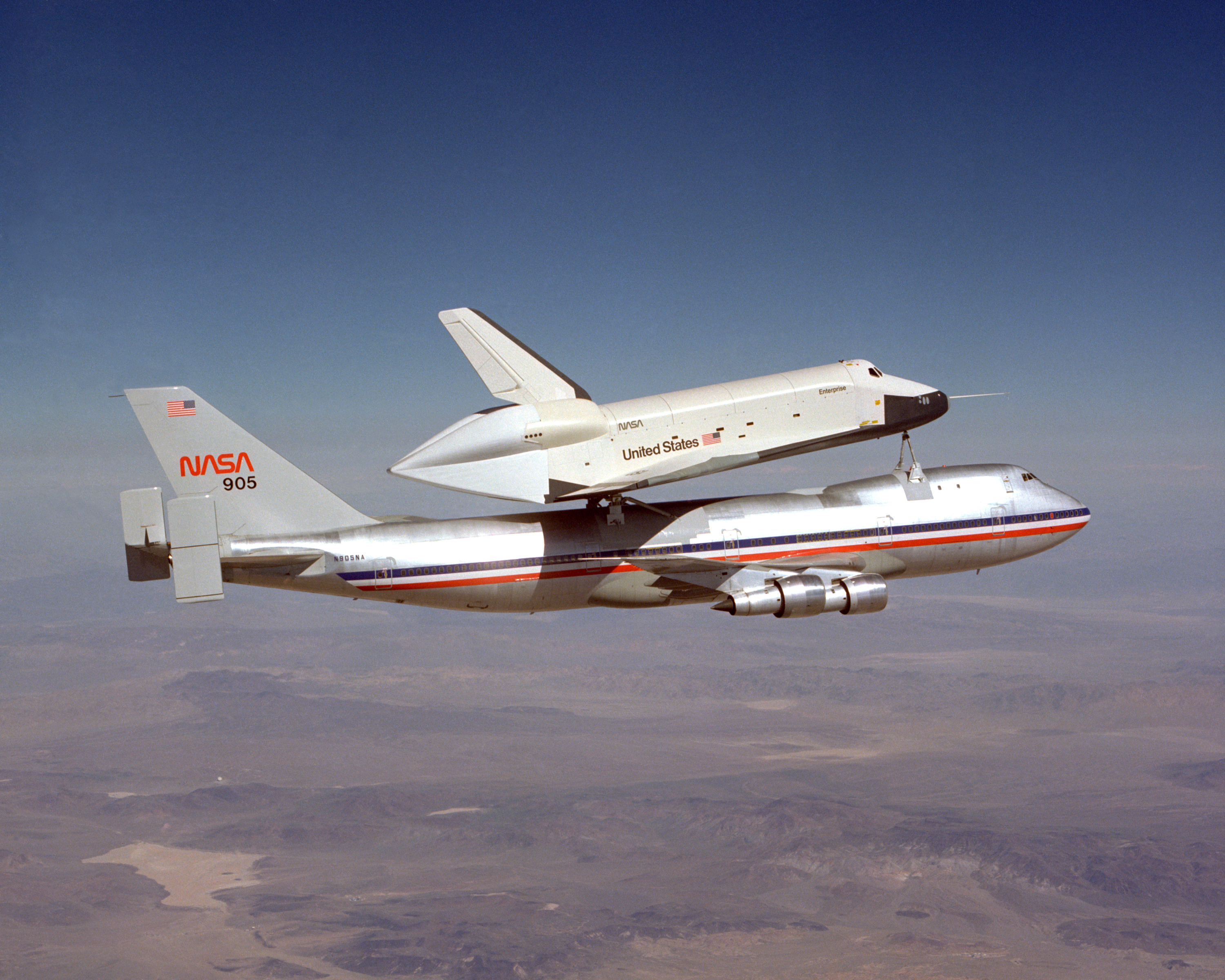
係留飛行を行うSCAとエンタープライズ。フェリー飛行時の写真と比べてシャトルの機首が上向きな点に注目。

ALTの第二段階としてSCAとオービターを結合した状態で飛行し、飛行特性を調べる「係留飛行」が行われた。オービター自体も飛行時の初期テストを行った。係留飛行は2つの段階に分けられる。

#### 係留飛行：不活性フライト (Captive-inert flight)
SCAとオービターが結合した状態での飛行特性と操作特性を試験するために合計五回の「係留飛行：不活性フライト」が行われた。オービターは「タキシングテスト」と同様に電源は切られ、無人であった。

#### 係留飛行：アクティブ・フライト (Captive – active)
3回行われた「係留飛行：アクティブ・フライト」は、次に行われる「自由飛行」においてオービターをSCAから分離する際に必要となる最適なプロファイルを決定することを目的としていた。さらに、オービターの乗組員が行う手順を改良してテストすることや、オービターのシステムの運用準備を確実にすることも目的としていた。オービターはSCAに接続された状態で動力も供給され、乗組員も搭乗した。

### 自由飛行 (Free-flight)

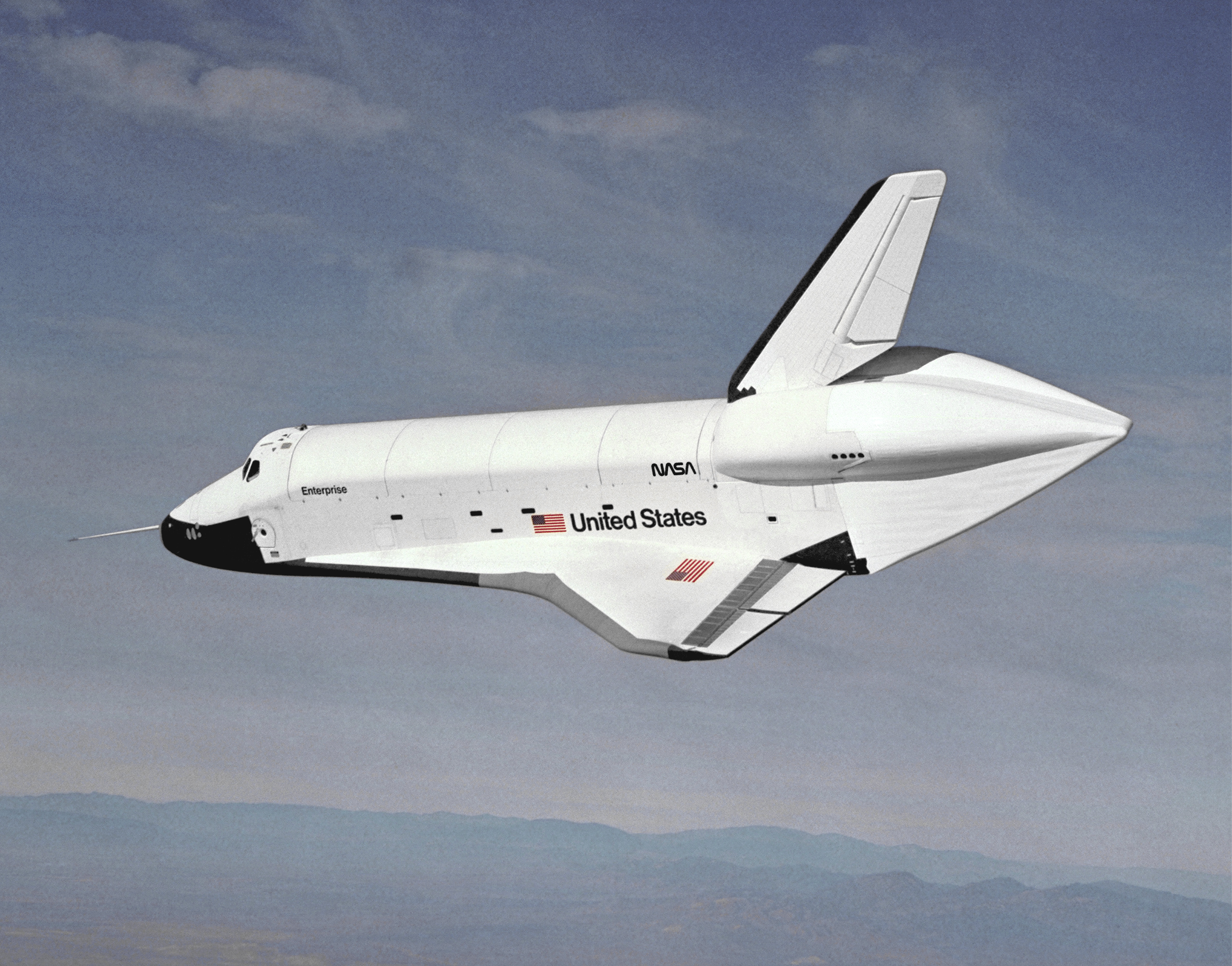
2回目の自由飛行にて滑空を行っているエンタープライズ

飛行試験の最終段階として「自由飛行」が行われた。エンタープライズはSCAに結合された状態で発射高度まで運ばれ、切り離された後は滑空してエドワーズ空軍基地の滑走路に着陸した。このテストの目的は、宇宙軌道から帰還する際の典型的な進入・着陸プロファイルによってオービター自体の飛行特性を調べることであった。
進入・着陸試験中には、それ以降のフェリー飛行で使用されたものよりも長いノーズストラット(シャトル前方を支える支持架)を採用していたため、シャトルの迎え角がSCAの迎え角と比べて増加した。オービターが切り離されるまで、SCAのエンジンはフルパワーにセットされ、結合している両機は緩降下を開始した。緩降下によるシャトルの迎え角の増加と対気速度の増加により、シャトルとSCAそれぞれに発生する揚力に差が生まれ、事実上、シャトルがSCAを支えている状態となった。シャトルとSCAをつなぐ3か所の支持架にあるロードセルが荷重をモニターし、支持架に十分な張力がかかったことを乗組員に知らせた。その後、2機の間にある機械的な接続が爆発ボルトによる爆破で切断され、シャトルは事実上SCAを「落下」させた。
シャトル乗組員は分離の際に上向きのよろめきを感じたと報告した。その後、2機は距離を最大にとるために反対方向に旋回を行った。シャトルは操作性を評価するためにさらに数回方向転換を行ったのちに、滑空して着陸を行った。

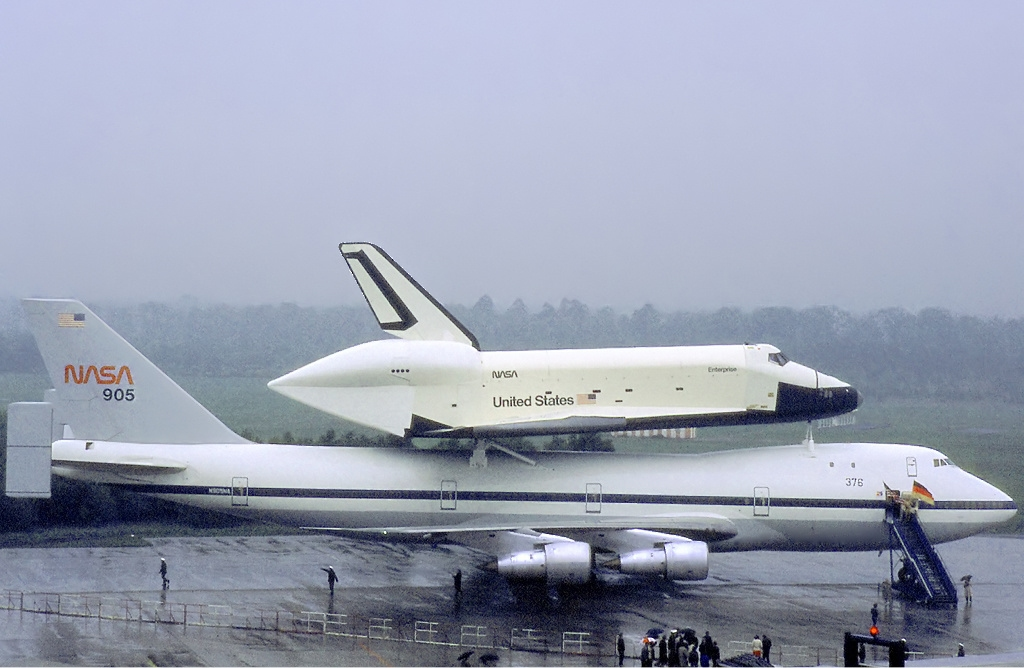
ケルン・ボン空港で展示されるフェリー飛行状態のSCAとエンタープライズ。試験飛行時と比べてシャトルの機首が低いことに注目。

1977年の8月から10月までに合計5回の「自由飛行」が行われた。そのうち最初の3回はSCAとの結合中の空気抵抗を小さくするために、「エンタープライズ」の尾部にテールコーンが装着された。最後の2回ではテールコーンは外されて、その位置にダミーのメインエンジンとOSMポッドが装着され、実際の運用とほぼ同じ運用構成となった。「エンタープライズ」の機首には、飛行データを収集するプローブが装備された。「エンタープライズ」が単独で飛行したのはこの5回の飛行のみであった。
飛行試験に参加したジョー・エングルは、のちに乗り組んだコロンビア(STS-2)、ディスカバリー(STS-51-I)での飛行ミッション後、滑空時の飛行特性と操作特性はエンタープライズのものと実用機のものは似ていたが、エンタープライズは実用機と比べてはるかに軽量であったため、より急激な降下率のプロファイルで飛行する必要があったと述べている。

### フェリー飛行 (Ferry flights)
「フリーフライト」テストに続いて、エンタープライズは「フェリー飛行」テストを行った。この試験ではテールコーンを再取り付けしたエンタープライズを、SCAでシャトル着陸地点から発射場まで運搬することが可能かを確認することを目的とし、計4回行われた。

## 試験の一覧
| 試験   | 内容                                | 日付 (1977年) | 速度               | 高度              | シャトル クルー             | SCA クルー                                              | 飛行時間               | 飛行時間          | 備考                                      |
| 試験   | 内容                                | 日付 (1977年) | 速度               | 高度              | シャトル クルー             | SCA クルー                                              | SCA/ シャトル 飛行時間 | シャトル 飛行時間 | 備考                                      |
| ------ | ----------------------------------- | ------------- | ------------------ | ----------------- | --------------------------- | ------------------------------------------------------- | ---------------------- | ----------------- | ----------------------------------------- |
| ALT-1  | タキシングテスト #1                 | 2月15日       | 89 mph (143 km/h)  | -                 | -                           | F. フルトン T. マクマートリー V. ホートン L. ギドリー   | タキシング             | タキシング        | コンクリート滑走路を走行 テールコーン付き |
| ALT-2  | タキシングテスト #2                 | 2月15日       | 140 mph (225 km/h) | -                 | -                           | F. フルトン T. マクマートリー V. ホートン L. ギドリー   | タキシング             | タキシング        | コンクリート滑走路を走行 テールコーン付き |
| ALT-3  | タキシングテスト #3                 | 2月15日       | 157 mph (253 km/h) | -                 | -                           | F. フルトン T. マクマートリー V. ホートン L. ギドリー   | タキシング             | タキシング        | コンクリート滑走路を走行 テールコーン付き |
| ALT-4  | 係留飛行： 不活性フライト #1        | 2月18日       | 287 mph (462 km/h) | 16,000 ft 4,877 m | -                           | F. フルトン T. マクマートリー V. ホートン L. ギドリー   | 2時間5分               | N/A               | テールコーン付き SCAと結合した状態で着陸  |
| ALT-5  | 係留飛行： 不活性フライト #2        | 2月22日       | 328 mph (528 km/h) | 22,600 ft 6,888 m | -                           | F. フルトン T. マクマートリー V. ホートン L. ギドリー   | 3時間13分              | N/A               | テールコーン付き SCAと結合した状態で着陸  |
| ALT-6  | 係留飛行： 不活性フライト #3        | 2月25日       | 425 mph (684 km/h) | 26,600 ft 8,108 m | -                           | F. フルトン T. マクマートリー V. ホートン L. ギドリー   | 2時間28分              | N/A               | テールコーン付き SCAと結合した状態で着陸  |
| ALT-7  | 係留飛行： 不活性フライト #4        | 2月28日       | 425 mph (684 km/h) | 28,565 ft 8,707 m | -                           | F. フルトン T. マクマートリー V. ホートン L. ギドリー   | 2時間11分              | N/A               | テールコーン付き SCAと結合した状態で着陸  |
| ALT-8  | 係留飛行： 不活性フライト #5        | 3月2日        | 474 mph (763 km/h) | 30,000 ft 9,144 m | -                           | F. フルトン A. ロイ V. ホートン L. ギドリー             | 1時間39分              | N/A               | テールコーン付き SCAと結合した状態で着陸  |
| ALT-9  | 係留飛行： アクティブ・フライト #1A | 6月18日       | 208 mph (335 km/h) | 14,970 ft 4,563 m | F. ヘイズ G. フラートン     | F. フルトン T. マクマートリー V. ホートン L. ギドリー   | 55分46秒               | N/A               | テールコーン付き SCAと結合した状態で着陸  |
| ALT-10 | 係留飛行： アクティブ・フライト #1  | 6月28日       | 310 mph (499 km/h) | 22,030 ft 6,715 m | J. エングル R. トゥルーリー | F. フルトン T. マクマートリー L. ギドリー R. ヤング     | 1時間3分               | N/A               | テールコーン付き SCAと結合した状態で着陸  |
| ALT-11 | 係留飛行： アクティブ・フライト #3  | 7月26日       | 311 mph (501 km/h) | 30,292 ft 9,233 m | F. ヘイズ G. フラートン     | F. フルトン T. マクマートリー V. ホートン V. アルバレス | 59分53秒               | N/A               | テールコーン付き SCAと結合した状態で着陸  |
| ALT-12 | 自由飛行 #1                         | 8月12日       | 310 mph (499 km/h) | 24,100 ft 7,346 m | F. ヘイズ G. フラートン     | F. フルトン T. マクマートリー V. ホートン L. ギドリー   | 53分51秒               | 5分21秒           | テールコーン付き ロジャース乾湖に着陸     |
| ALT-13 | 自由飛行 #2                         | 9月13日       | 310 mph (499 km/h) | 26,000 ft 7,925 m | J. エングル R. トゥルーリー | F. フルトン T. マクマートリー V. ホートン L. ギドリー   | 54分55秒               | 5分28秒           | テールコーン付き ロジャース乾湖に着陸     |
| ALT-14 | 自由飛行 #3                         | 9月23日       | 290 mph (467 km/h) | 24,700 ft 7,529 m | F. ヘイズ G. フラートン     | F. フルトン T. マクマートリー V. ホートン L. ギドリー   | 51分12秒               | 5分34秒           | テールコーン付き ロジャース乾湖に着陸     |
| ALT-15 | 自由飛行 #4                         | 10月12日      | 278 mph (447 km/h) | 22,400 ft 6,828 m | J. エングル R. トゥルーリー | F. フルトン T. マクマートリー V. ホートン L. ギドリー   | 1時間7分               | 2分34秒           | テールコーン無し ロジャース乾湖に着陸     |
| ALT-16 | 自由飛行 #5                         | 10月26日      | 283 mph (455 km/h) | 19,000 ft 5,791 m | F. ヘイズ G. フラートン     | F. フルトン T. マクマートリー V. ホートン L. ギドリー   | 54分42秒               | 2分1秒            | テールコーン無し 滑走路に着陸             |

自由飛行 #4にてSCAから分離される「エンタープライズ」。テールコーン無しでの初めての飛行。
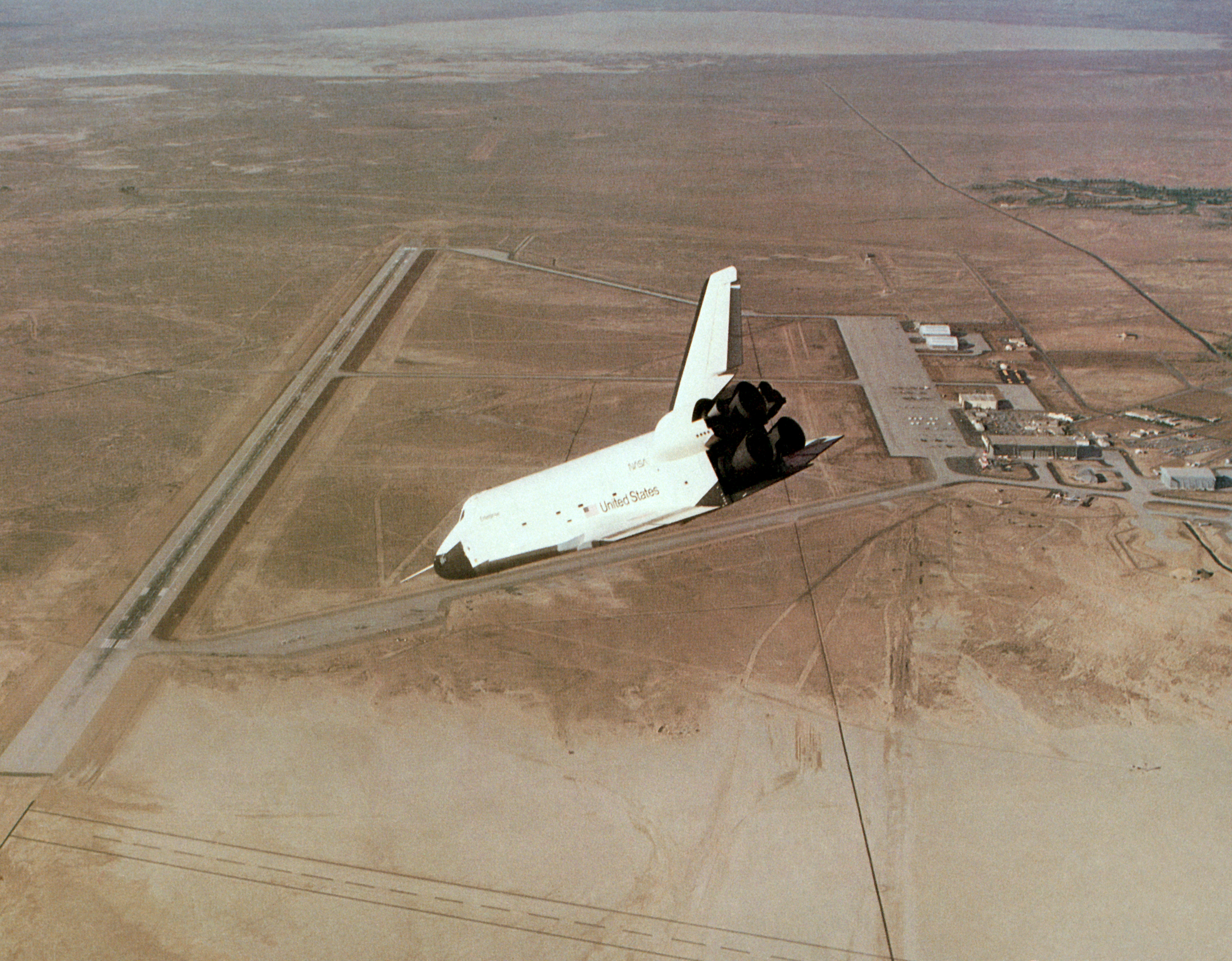
自由飛行 #4にて滑空する「エンタープライズ」。
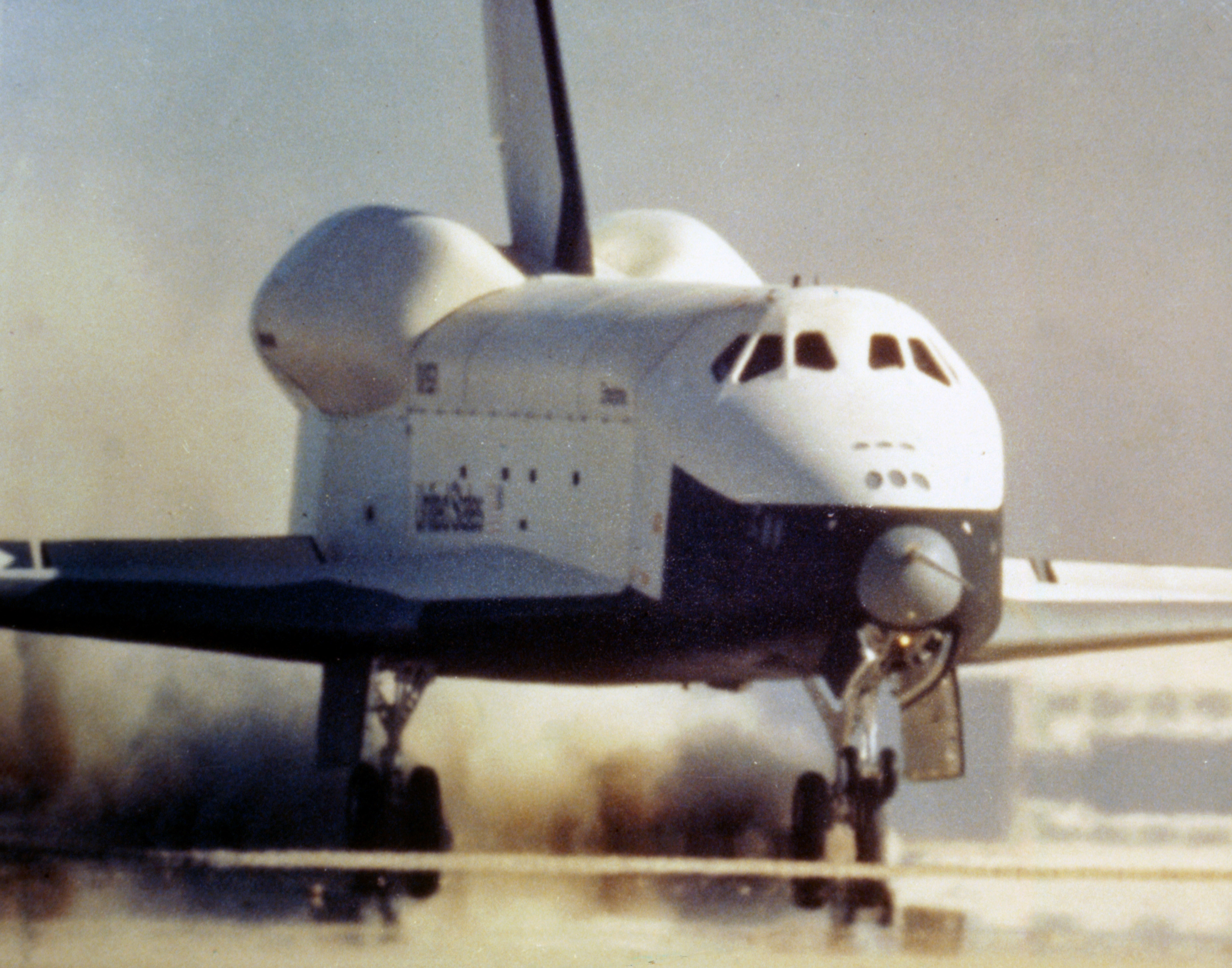
自由飛行 #2で着陸した「エンタープライズ」。

## 試験後

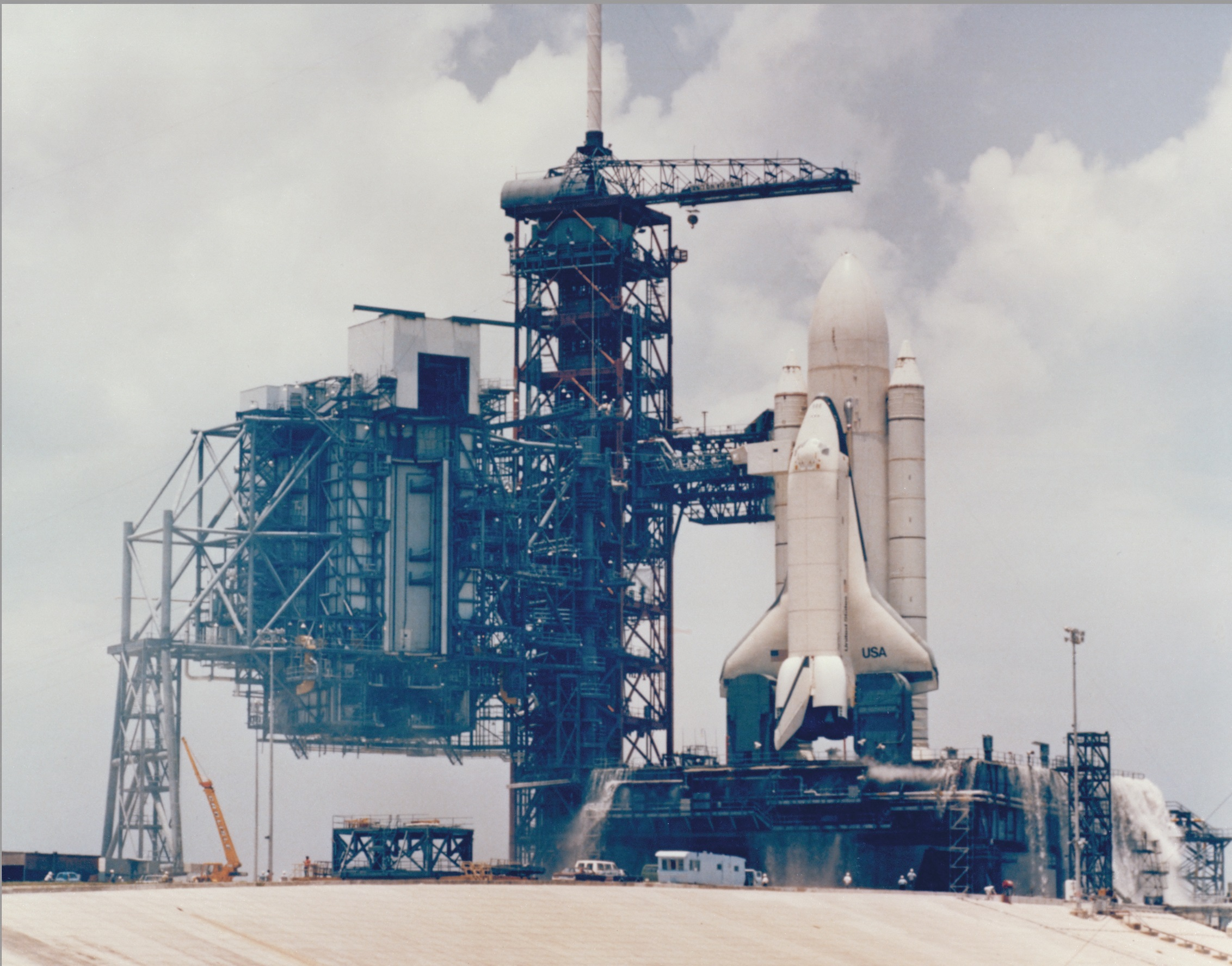
LC-39Aにて打ち上げ手順を試験する「エンタープライズ」

飛行試験プログラムの終了後の1978年3月、「エンタープライズ」は外部燃料タンク、SRBなどを装着した状態でスペースシャトル打ち上げ直前を模した「構造物」自体の構造的応答を試験することと、実際の打ち上げ前に発射手順を確認することを目的とした試験に供された。この試験で「エンタープライズ」は、アラバマ州ハンツビルに所在するマーシャル宇宙飛行センターにあるダイナミック・テストスタンドにて、打ち上げ前を模した状態で垂直地面振動試験を受け、様々なシナリオに対する応答の評価を受けた。その後、フロリダ州ケネディ宇宙センターまで運ばれ、スペースシャトル組立棟で打ち上げ前の状態の「構造物」まで組み立てて、そこから発射台(LC-39A)まで輸送する手順の試験を行い、シャトルの打ち上げに使用されるLC-39の設備と打ち上げ手順を確認した。

## 映像
- シャトル/SCAの離陸
- シャトル分離
- シャトルの着陸